# بوديزونيد/فورموتيرول
بوديزونيد / فورموتيرول ، يباع تحت اسم العلامة التجارية
Symbicort من بين آخرين، هو دواء تركيبي يستخدم في علاج الربو أو مرض الانسداد الرئوي المزمن (COPD). يحتوي على بوديزونيد، وستيرويد وفورموتيرول، وناهض طويل الأمد (LABA). لا يوصى بالتدهور المفاجئ أو علاج التشنج القصبي الفعال. يتم استخدامه عن طريق التنفس في الدواء.

وتشمل الآثار الجانبية الشائعة ألم الحلق، والأنفلونزا، وسيلان الأنف، وعدوى الخميرة في الفم. كانت هناك مخاوف من أن عنصر LABA زاد من خطر الوفاة عند الأطفال المصابين بالربو، ولكن تم إزالة هذه المخاوف في عام 2017. لذلك، ينصح بهذا المزيج فقط في أولئك الذين لا يتحكمون في الستيرويد المستنشق وحده. من غير الواضح ما إذا كان الاستخدام في الحمل آمنًا.
تمت الموافقة على استخدام بوديزونيد / فورموتيرول للاستخدام الطبي في الولايات المتحدة في عام 2006. هو على قائمة الأدوية الأساسية لمنظمة الصحة العالمية، الأدوية الأكثر فعالية وآمنة المطلوبة في النظام الصحي. في الولايات المتحدة، اعتبارًا من عام 2017 ، تبلغ التكلفة الإجمالية لجهاز الاستنشاق حوالي 30 دولارًا أمريكيًا. في المملكة المتحدة، بلغت تكلفة عام 2015 حوالي 35 رطلاً لوحدة تضم 120 جرعة.